# Директива (Европейски съюз)
Директивата е вид нормативен акт, приет от институции на Европейския съюз. Заедно с регламентите и препоръките, директивите са част от европейското законодателство.
За разлика от регламента, който се прилага изцяло и директно, директивата определя цели, които да се постигнат от страните членки в определен срок. Този срок позволява на националните правителства да адаптират местното законодателство към новата регламентация.

## Процедури при изработване на директива
Макар че директивата в тесен смисъл на думата е нормативен акт на Съвета на министрите, нейното изработване и приемане изискват време и преминават през няколко етапа. В процеса участват няколко институции и по-специално „институционалният триъгълник“:
- Европейска комисия
- Съвет на Европейския съюз
- Европейски парламент

Правилата и процедурите за приемане на решения са определени в договора за основаване на съюза. По принцип право на Комисията е да предлага нови законодателни актове, а на Парламента и Съвета – да ги приемат. Комисията и държавите членки са натоварени да ги прилагат. Комисията следи за тяхното спазване

### Предложения
Европейската комисия, съставена от комисари, номинирани от държавите членки, изработва и приема предложение за директива, която предлага на Съвета на Европейския съюз и на Европейския парламент.

## Изработване
Предложението на Комисията следва две паралелни процедури (два пътя) предвид представянето му пред Съвета на Европейския съюз, от една страна, и Европейския парламент, от друга:
- Процедура в Съвета: работна група, съставена от представители на страните членки или от техни министри, изготвя текста. След това тя се проучва от Комитет на постоянните представители (КОРЕПЕР), преди да се запише в дневния ред на Съвета на ЕС.
- Процедура в Парламента: една от комисиите на Парламента проучва предложението на Комисията. Изготвя се доклад от докладчик и текстът се записва в дневния ред на Парламента.

## Приемане

### Участие на Европейския парламент
Макар че директивата е нормативен акт на Съвета на ЕС според разглежданата област, Европейският парламент, съставен от представители на гражданите на Съюза, има повече или по-малко власт да се намеси при приемането на дадена директива. Той разполага с три основни процедури:
- консултация – Парламентът може да приеме, отхвърли или поиска поправка на предложението на Комисията.
- одобрение – Парламентът може да приеме или отхвърли „анблок“ предложението на Комисията, но не може да поиска поправка.
- съвместно вземане на решения – Парламентът не се ограничава с изразяване на мнение, а работи със Съвета по изработване на текста.

Съветът на ЕС проучва предложения текст. Според третираната област и следваната процедура, той може или трябва да държи сметка за мнението на Парламента. Веднъж приет от Съвета, текстът става директива в тесния смисъл на този термин. Следващия етап е транспониране.

### Транспониране
Транспонирането и приложението не предвиждат само формалното приемане на акта, а всички мерки, които подпомагат ефективното прилагане на директивата в националните законодателства на страните членки (информация, подготовка, стимулиране, изработване на административни, граждански, наказателни и др. актове).
Непосредственото наблюдение на транспонирането се осигурява от ЕК. Националните мерки трябва да се представят на Комисията в определен срок. За целта е въведена специална процедура за нотификация по електронен път.
Забавяния на нотификациите имат негативен ефект върху хармонизиране на законодателствата, изграждането на общ пазар, защита на гражданите и околната среда. Забавянето при транспонирането на една директива позволява на заинтересовани жалбоподатели (институции и държави членки) да подадат иск за установяване или търсене на отговорност срещу неизправната държава. Броят на нетранспонираните към юли 2008 г. директиви е 467.
Липсата на хармония в транспонираното законодателство с директивата се санкционира от европейските юриспруденции като вредяща на целта, поставена с директивата. Това засяга по-специално свободното движение на стоки и услуги, за които различните законодателства често прикриват „пречки за обмен“. Според определение 3/2005 на Съда на ЕС една директива е неправилна, ако тя не съответства на оригиналната, „...дори ако целта е била постигната за по-голямата част от предложените изменения“. Съдът отбелязва, че по няколко точки транспонираната директива показва липса на кохерентност (цялостност), по-специално поради факта:
- използване на термини или дефиниции, различни от фигуриращите в директивата, при това без никакво основание
- на непълно транспониране на някои разпореждания
- на погрешно транспониране на директивата
- на въвеждане на термини или елементи, които не са предвидени в директивата
- на транспониране, извършено без да се взема предвид същностният контекст
- на противоречия в самата транспонирана директива.“

Ако държава членка не приеме съвместимо законодателство, Европейската комисия може да инициира наказателни мерки срещу нея. Към 1 май 2008 г. откритите процедури за нарушения срещу държави членки наброява 1298.

### Въвеждане в практиката
Известно е, че не всички влезли в сила закони се прилагат задоволително. За пример ще посочим ограничението на скоростта по пътищата, чието прилагане и спазване отнема повече от 100 г. Въвеждането на директивите среща подобни проблеми. Поради това съображение в най-новите директиви се обявяват измерими и разположени във времето показатели, които да осигурят тяхното ефективно приложение. Тази практика е особено отчетлива в областта на опазване на околната среда.
За постигането на целите държавите членки се сблъскват с проблема за цената на законодателството за тяхната икономика. Съгласуването предоставя по-често предимства, определено по-големи от недостатъците, но все пак разлики в ефикасността при прилагането на законите съществуват. Констатира се, че цената на въвеждането (транспонирането) на законодателството на Съюза варира в значителна степен за различните държави. Според Комисията годишната цена на въвеждане на Холандия може да се приеме за представителна (3,5% от БНП).
За да подобри положението и разпространи най-добрите практики, Комисията предложи програма „добро законотворчество“, която има за цел да намали значително цената на въвеждане в практиката. Голяма част от цената за въвеждане в законодателството се дължи на инвестиции (например инсталиране на системи за сигурност). Но съществуват и други разходи от административен характер, като тези породени от изискването да се изготвят доклади за дадена дейност. Тези разходи трябва и могат да се намалят, когато това е възможно, без да се компрометира постигането на целите на законодателството. Опитът на държавите членки показва, че държавните и общински органи могат да спомогнат за значително намаляване на неоправданите административни разходи – преценява се, че икономическият бенефис от такава акция съответства на увеличение на БНП до около 1,5%, което представлява 150 милиарда евро. Комисията си е поставила амбициозната цел да намали с една четвърт неоправданите разходи до 2012 г. Тази цел беше обявена преди кризата от 2008 г. За повечето от европейските ръководители днес е ясно, че тази цел трябва да се надмине и че въпросът за подобряване на процеса за взимане на решения и въвеждането им в практиката придобива първостепенна важност.

## Европейско и национално право
Съюзът, следствие на договори, в юридически смисъл не изработва закони и неговите актове имат юридическа стойност, само след като са транспонирани и въведени в националните законодателства. Според буквата на законите, директивата нарежда на институциите (на Съюза или на държавите членки), но не и на индивидите, да поставят „цели“ които свързват държавите членки „що се отнася до резултатите, които да се постигнат“. Директивите могат да посочват и детайлни правила, разработени, за да бъдат транспонирани в националното законодателство.
Юридическата същност на Европейския съюз се промени във времето. Много фактори потвърдиха приоритета на общностното право над правото на държавите членки.
Никой юрист не би поставил под съмнение приоритета на националните конституции над договорите, докато европейската конструкция не се породи от право от нов вид. Това бяха преди всичко две определения на Европейския съд, потвърждаващи, че „...общността представлява ново юридически ниво на международното право, в полза на което държавите ограничават, макар и в ограничени области, техните суверенни права...“ и че „...член 12 от договора за създаване на ЕС произвежда непосредствен ефект и поражда в ръководителите на подопечните индивидуални права, които местните юрисдикции трябва да запазят...“. Последва липса на реакция от страна на държавите членки, в контекста на Европа, където въпросът имаше все още малко практическо значение. През 1998 г. (закон Sarran) държавният съвет на Франция потвърди приоритета на националната конституция. Въпреки това, член 88 – 1 на Конституцията разпорежда, че Републиката участва в Европейската общност и Европейския съюз – съставени от държави, които избраха свободно, по силата на договори, които регулират създаването им, да изпълняват съвместно някои от техните компетенции”, а член 55 на Конституцията разпорежда, че „...договорите или споразуменията – ратифицирани или одобрени, имат, от датата на тяхното публикуване, приоритет над законите.“ Така Конституционният съвет отсъди, че „...транспонирането в националното право на европейска директива следва от конституционно изискване, на което може да се противостои само при нарочни разпореждания, противоречащи на Конституцията...“

## След договора от Рим
Член 288 от Договора за функциониране на ЕС разпорежда „...директивата свързва всяка държава членка, за която се отнася, да постигне определени резултати, оставяйки на националните институции избора на формата и средствата...“ Това не винаги се спазва от държавите членки. Съдът на Общността призна, че директивите имат „директен ефект“. Приетите от Съвета или Комисията директиви се публикуват в Официалния вестник на ЕС.